# Stanley Clarke
Stanley Clarke (* 30. června 1951 Filadelfie, Pensylvánie, USA) je americký baskytarista, kontrabasista, hudební producent a skladatel. V roce 1972 spoluzaložil skupinu Return to Forever, ve které, s přestávkou v letech 1977–1982 a 1984–2009 hraje dodnes. Vydal řadu vlastních alb a složil hudbu k několika filmům a televizním pořadům.
Koncem osmdesátých let hrál spolu s Stewartem Copelandem ve skupině Animal Logic. V letech 2008–2009 působil v baskytarovém triu SMV spolu s Victorem Wootenem a Marcusem Millerem. Spolupracoval s mnoha dalšími hudebníky, mezi něž patří George Duke, Freddie Hubbard, Jan Hammer, Wayne Shorter, Airto Moreira, Jeff Beck, Curtis Fuller, Allan Holdsworth nebo Pharoah Sanders.